# ザ・イタリアン・スタローン
『ザ・イタリアン・スタローン』（英: The Party at Kitty and Stud's）は、1970年製作のアメリカのソフトコアポルノ映画（R-15指定作品）。シルベスター・スタローンの初主演作品であり、1976年に（英: Italian Stallion）として再公開された。

## 概要
売れない脚本家だった当時のスタローンは、住んでいたアパートから追い出され、真冬のニューヨークのバス停でホームレスになることを余儀なくされるほどだった。貧困に喘ぐスタローンが200ドルのギャラで出演したのが本作である。VHSおよびDVDのパッケージに「幻のハード・コア作品」という記載があるためか一部メディアではハードコアポルノと誤って紹介されている。

## キャスト
- シルベスター・スタローン - スタッド
- ヘンリエッタ・ホルム - キティ

## ソフトリリース

### VHS
- 型番：H-01
- 発売日 : 不明
- 発売元：ティーンエイジビデオ
- 販売元：ハリウッドホームビデオジャパン

### DVD
- 型番：ORO-7002
- 発売日 : 2008/5/29
- 発売元：タムズ・コーポレーション
- 販売元 : オルスタックピクチャーズ